# Джоузеф Котън
Джоузеф Котън (на английски: Joseph Cotten) е американски актьор.

## Биография
Джоузеф Чешър Котен младши е роден на 15 май 1905 година в Питърсбърг, Вирджиния. Той е първото от трите момчета на Джоузеф Чешър Котен старши, помощник началник в пощата, и Сали Уилсън Котен. Той израства в района на Тайдуотър и показва способности за драма и дарба за разказване.
През 1923 г., когато Котън е на 18 години, семейството му го урежда да получава частни уроци в Хикман скул ъф експрешън във Вашингтон, окръг Колумбия, и поема разходите му. Котън служи в Първата филмова единица на военновъздушните сили на американската армия по време на Втората световна война.
Котън се издържа, като играе професионален футбол в неделя, за 25 долара на тримесечие. След дипломирането си той печели достатъчно пари като спасител в Уилкокс лейк, за да изплати заема на семейството му с лихвата. Премества се в Маями през 1925 г. и работи като рекламен агент за Маями Хералд за 35 долара на седмица. Започва да играе в Градския театър в Маями и работи там в продължение на пет години, като също рецензира представления за Хералд.

### Кариера
Джоузеф Котън постига известност на Бродуей, като участва в оригиналната сценична продукция на „Филаделфийска история“ (1939) и „Сабрина Феър“ (1953). Той печели световна слава със сътрудничеството си с Орсън Уелс по три филма, „Гражданинът Кейн“ (1941), „Великолепните Амбърсън“ (1942) и „Пътуване в страха“ (1943), в които Котън участва, и за които му е приписван и сценарият.
Котън става един от водещите холивудски актьори от 1940-те години, появява се във филми като „Сянка на съмнение“ (1943), „Светлина от газената лампа“ (1944), „Любовни писма“ (1945), „Дуел на слънцето“ (1946), „Портрет на Джени“ (1948), за който печели Волпи къп за най-добър актьор, „Третият човек“ (1949) и „Ниагара“ (1953). Един от последните му филми е „Вратата на рая“ (1980) на Майкъл Чимино.
Множество филмови критици и медии го споменават като един от най-добрите актьори, които никога не са получавали номинация за Оскар.

### Персонален живот
Първата съпруга на Котън, Ленор Кип умира от левкемия в началото на 1960 г. Той се жени за британската актриса Патриша Медина на 20 октомври 1960 г. в Бевърли Хилс в дома на Дейвид О. Селзник и Дженифър Джоунс. Той купува исторически дом от 1935 г. в квартал Меса в Палм Спрингс, Калифорния, където той и съпругата му живеят от 1985 до 1992 г. Те нямат деца.
През 1961 г. Котън е приет в Обществото на Синсинати в Северна Каролина въз основа на неговия произход от капитан Хъдсън Уитакър, Седми полк, Континентална линия на Северна Каролина. Той заема наследственото място на капитан Уитакър до смъртта му през 1994 г.

### Смърт
На 8 юни 1981 г. Котън получава инфаркт, последван от инсулт, който засяга мозъчния му говорен център. Той започна години на терапия, която в крайна сметка възстановява способността му да говори. Когато започва да се възстановява, той и Орсън Уелс разговарят по телефона всяка седмица в продължение на няколко часа. Котен пише: „Той беше силен и ме подкрепяше и винаги, когато използвах грешната дума (което беше често), той казваше: „Това е много по-добра дума, Джо, ще я използвам.“ Той и Уелс се срещат на обяди и да си разказват спомени. Когато Котън обявява, че е написал книга, Уелс иска ръкописа и го прочита същата вечер.
През 1990 г. ларинксът на Котън е отстранен поради рак. Умира на 6 февруари 1994 г. от пневмония на 88-годишна възраст.. Той е погребан в гробището Бландфорд в Петербург, Вирджиния.

## Избрана филмография
| Година | Филм                       | Оригинално заглавие       | Роля                | Режисьор      |
| ------ | -------------------------- | ------------------------- | ------------------- | ------------- |
| 1941   | Гражданинът Кейн           | Citizen Kane              | Джидида Лилънд      | Орсън Уелс    |
| 1942   | Великолепните Амбърсън     | The Magnificent Ambersons | Юджийн Морган       | Орсън Уелс    |
| 1943   | Сянка на съмнение          | Shadow of a Doubt         | Чарли Оукли         | Алфред Хичкок |
| 1944   | Светлина от газената лампа | Gaslight                  | Браян Камерън       | Джордж Кюкор  |
| 1945   | Любовни писма              | Love Letters              | Алън Куинтън        | Уилям Дитерле |
| 1949   | Под знака на Козирога      | Under Capricorn           | Самсон „Сам“ Флуски | Алфред Хичкок |
| 1949   | Третият човек              | The Third Man             | Холи Мартинс        | Карол Рийд    |
| 1955   | Разплакването              | Breakdown                 | Уилям Калу          | Алфред Хичкок |
| 1971   | Ужасният доктор Файбс      | The Abominable Dr. Phibes | Д-р Везалий         | Робърт Фюст   |